# La morte e la fanciulla (Schiele)
La morte e la fanciulla è un dipinto espressionista realizzato da Egon Schiele nel 1915 e conservato presso la Österreichische Galerie Belvedere a Vienna.

## Descrizione
Il dipinto vuole rappresentare la profonda tristezza, provata dall'artista stesso, nell'abbandonare la propria modella e amante Wally. Il dipinto rappresenta lo stesso Schiele e la propria amante nell'atto di abbracciarsi, mentre entrambi i soggetti sono coperti da un lenzuolo che appare come un sudario.